# Delia crinita
Delia crinita är en tvåvingeart som beskrevs av Willi Hennig 1974. Delia crinita ingår i släktet Delia och familjen blomsterflugor. Inga underarter finns listade i Catalogue of Life.